# Gaston Sébire
Gaston Sébire, né à le 18 août 1920 à Saint-Samson (Calvados) et mort le 13 décembre 2001 à Rouen, est un peintre et lithographe français.

## Biographie
Après ses études à la Maîtrise Saint-Evode à Rouen, Gaston Sébire, de 1936 à 1944, travaille la nuit aux PTT pour pouvoir peindre le jour, et connait ses premières expositions à Rouen vers 1944.
Le 26 juin 1948, il participe, à la galerie du Bac à Paris, à l'exposition L'homme témoin, énonçant son appartenance au groupe éponyme, aux côtés de Bernard Lorjou, Yvonne Mottet, Paul Rebeyrolle, Michel de Gallard et Michel Thompson. Ce groupe, autour du critique d'art Jean Bouret, auteur du Manifeste de l'homme témoin, prône avec virulence un retour au réalisme contre les tendances de l'art contemporain, tout particulièrement contre l'art abstrait. En 1949, pour sa deuxième exposition à la galerie Claude, le groupe est rejoint par Bernard Buffet, André Minaux, Jean Couty et Simone Dat pour fonder bientôt le mouvement de la Jeune Peinture.
Gaston Sébire s'installe à Paris en 1951 et va très rapidement exposer dans les galeries Visconti, Charpentier, Drouant et par la suite Findlay. Sa première grande réalisation va être la conception des costumes et des décors de L'Ange gris, ballet de Claude Debussy pour le marquis de Cuevas en 1953. Cette même année, il est lauréat de la Casa de Velázquez à Madrid. Il fait partie de la 24e promotion artistique avec ceux qui resteront ses amis : Jacques Berland, Marcelle Deloron, Jean Joyet, Sauveur Galliéro, le graveur Lucien Guezennec, Henriette Lambert, le sculpteur Olivier Pettit, Ernest Risse et Geoffroy Dauvergne. La fille de l'artiste, Claudine Sébire, évoquant les tableaux initialement plus sombres que le dictionnaire Bénézit situe pour sa part dans la suite de Francis Gruber, restitue l'influence sur sa peinture des deux années passées à Madrid : « vers 1957, ses compositions sont devenues plus lumineuses. C'est d'ailleurs cet aspect de sa peinture qui lui a valu son succès aux États-Unis ».
Il habite au 3 rue Dugay-Trouin à Rouen, puis à Bois-Guillaume jusqu'en 1957, enfin 160 route de Paris au Mesnil-Esnard.
Rattaché à l'École de Paris et prolongeant une pratique du paysage héritée des peintres français de la fin du XIXe et du début du XXe siècle, Gaston Sébire est nommé peintre de la Marine en 1973. Il devient membre de l'Académie des sciences, belles-lettres et arts de Rouen en 1973.
Pendant toute la seconde moitié du XXe siècle, il expose dans les principaux salons parisiens, et fait notamment partie du groupe de Maurice Boitel au Salon Comparaisons, pendant 45 ans. Pour René Huyghe et Jean Rudel, Gaston Sébire est à situer, de fait avec Maurice Boitel, mais aussi Guy Bardone, Albert Lauzero, Michel Rodde, Michel de Gallard, Jean Pollet et Camille Fleury, parmi les peintres qui « se sont attachés à traduire les aspects fugitifs de la nature en un art qui tend à la permanence ».

## Œuvres

### Contributions bibliophiliques
- Pierre Osenat, Éloge de Sébire, lithographies originales de Gaston Sébire, 250 exemplaires numérotés, Éditions d'art Les Heures claires, 1974.
- Jean Giono, Œuvres, 10 volumes, illustrations hors-texte de Louis Berthomme Saint-André, Alain Bonnefoit, Maurice Buffet, Jacques Van den Bussche, Jannick Carron, Jean Carzou, Jean Cluseau-Lanauve, Jean Commère, André Dunoyer de Segonzac, Jean Le Guennec, Charles Guillaud, Pierre Lelong, Daniel Lourradour, Serge Markó, Jacques Pecnard, Gaston Sébire (Le Chant du Monde), Aimé Daniel Steinlen et Jean-Baptiste Valadié, 1.750 exemplaires numérotés, Pierre de Tartas/Gallimard, 1974-1975.
- Louis Aragon, Francis Carco, Bernard Clavel, Colette, Léon Daudet, Jean Giono, Sacha Guitry, Pierre Mac Orlan, Hervé Bazin, Daniel Boulanger, Edmonde Charles-Roux, Françoise Mallet-Joris, François Nourissier, Emmanuel Roblès, Robert Sabatier, André Stil…, Hier et aujourd'hui, l'Académie Goncourt, 21 textes de membres de l'Académie Goncourt, 21 lithographies par 13 artistes (Alain Bonnefoit, Michel Jouenne, Mick Micheyl, Raymond Poulet, Gaston Sébire, Michel Sementzeff, Louis Toffoli…), couverture dessinée par Daniel du Janerand, 530 exemplaires numérotés, Éditions Cercle d'art, 1991.

### Décors et costumes
- L'Ange gris de Claude Debussy, Grand Ballet du marquis de Cuevas, 1953[11].

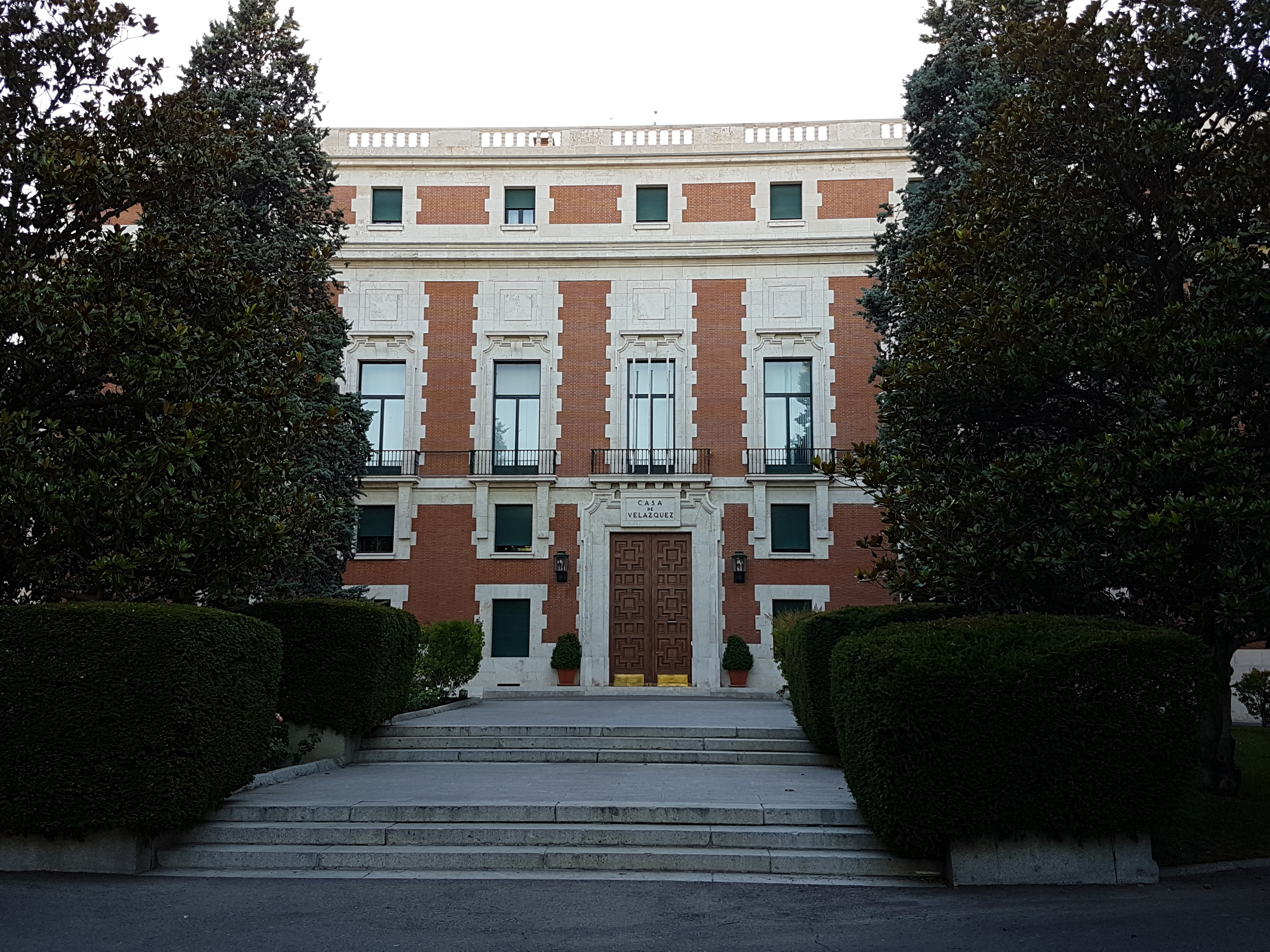
Casa de Velázquez, Madrid.

## Collections publiques

### Espagne
- Madrid, Casa de Velázquez.

### États-Unis
- Syracuse, université de Syracuse.
- Université du Wisconsin à Madison, Chazen Museum of Art.

### France

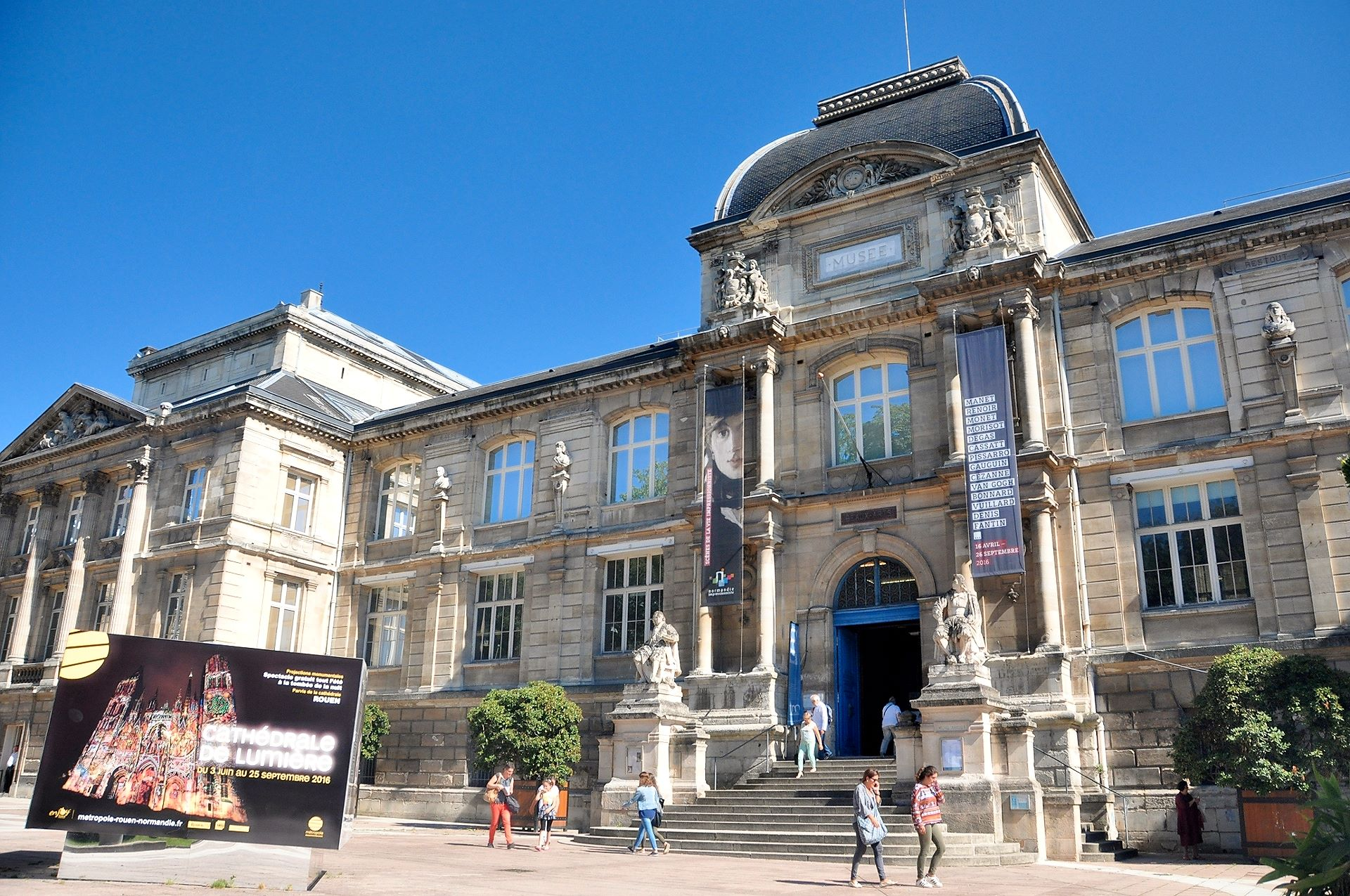
Musée des Beaux-Arts de Rouen

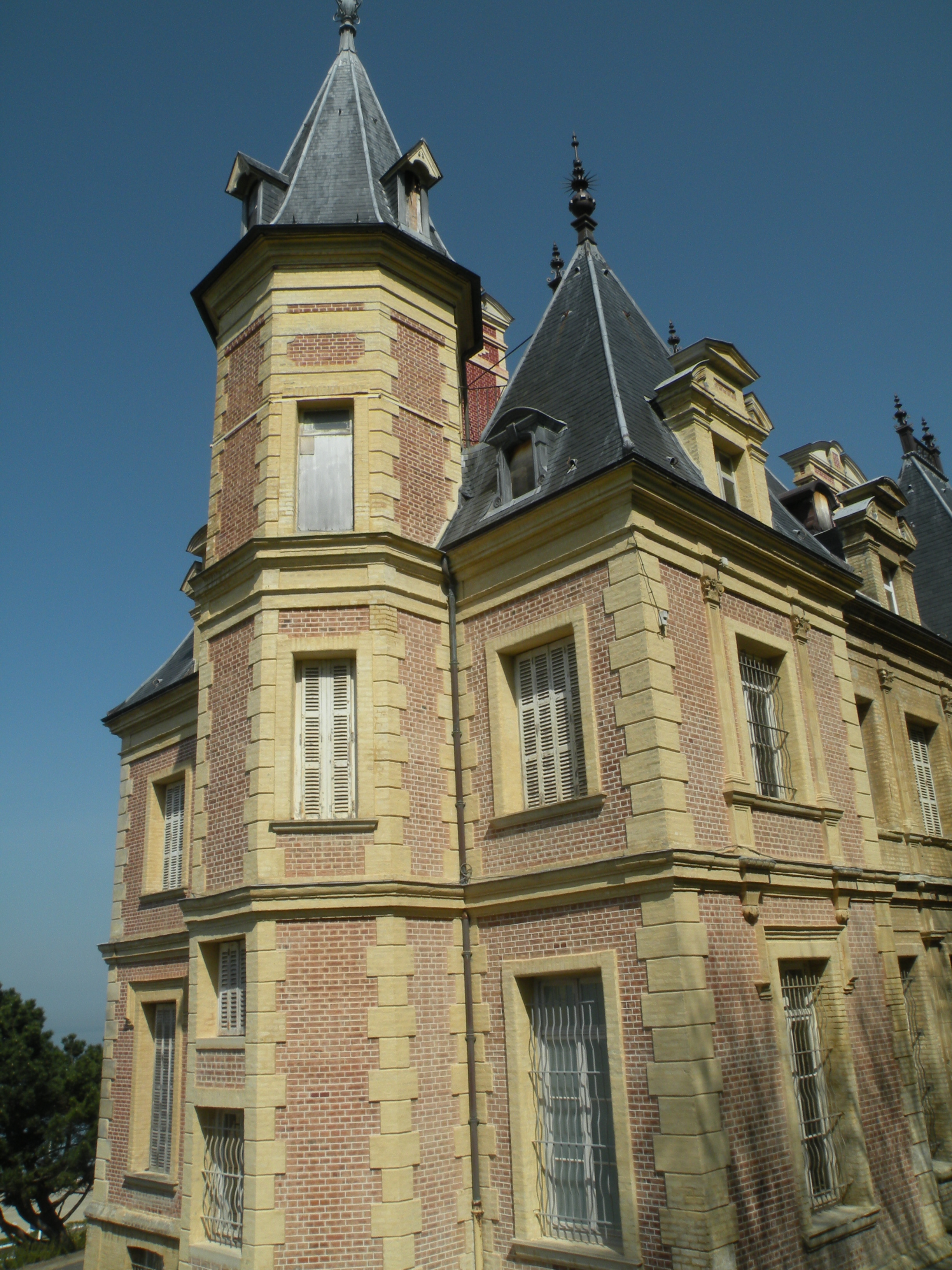
Musée de Trouville - Villa Montebello

- Clermont-Ferrand, Musée d'art Roger-Quilliot.
- Paris, Département des estampes et de la photographie de la Bibliothèque nationale de France.
- Paris, musée d'art moderne de la ville de Paris, Plage à Deauville, huile sur toile 81×100cm[12].
- Puteaux, Fonds national d'art contemporain, dont dépôts[12] :
  - La Seine à Duclair, huile sur toile 73×100cm, 1951, préfecture de Haute-Savoie, Annecy.
  - Neige dans mon jardin, huile sur toile 162×130cm, 1969, ministère de l'Intérieur, Paris.
  - Nature morte, huile sur toile 65×81cm, 1957, ministère de la Justice, Paris.
  - Vacances en rose à Cabourg, huile sur toile 65×100cm, 1966, ambassade de France à Pékin.
- Rouen, musée des Beaux-Arts :
  - Descente vers la mer, dit Falaises à Saint-Jouin, huile sur toile[13] ;
  - Le Port de Ouistreham, 1949, huile sur toile[14] ;
  - Marine, 1965, huile sur toile[15].
- Trouville-sur-Mer, musée-villa Montebello, La plage de Trouville, huile sur toile[16].

### Royaume-Uni
- Norwich (Norfolk), musée de Norwich, Environs de Madrid, huile sur toile.

## Collections privées
- Roger Bésus, Bierville[17].
- Famille Le Grand, villa Bénédictine, Fécamp[18].
- Château de Val, Lanobre[11].
- Mohamed Ali, Phoenix (Arizona)[8].
- Edward Moore Kennedy, Hyannis (Massachusetts)[8].
- Thomas Meerman, Paris (France).

## Prix et distinctions
- 1953 :

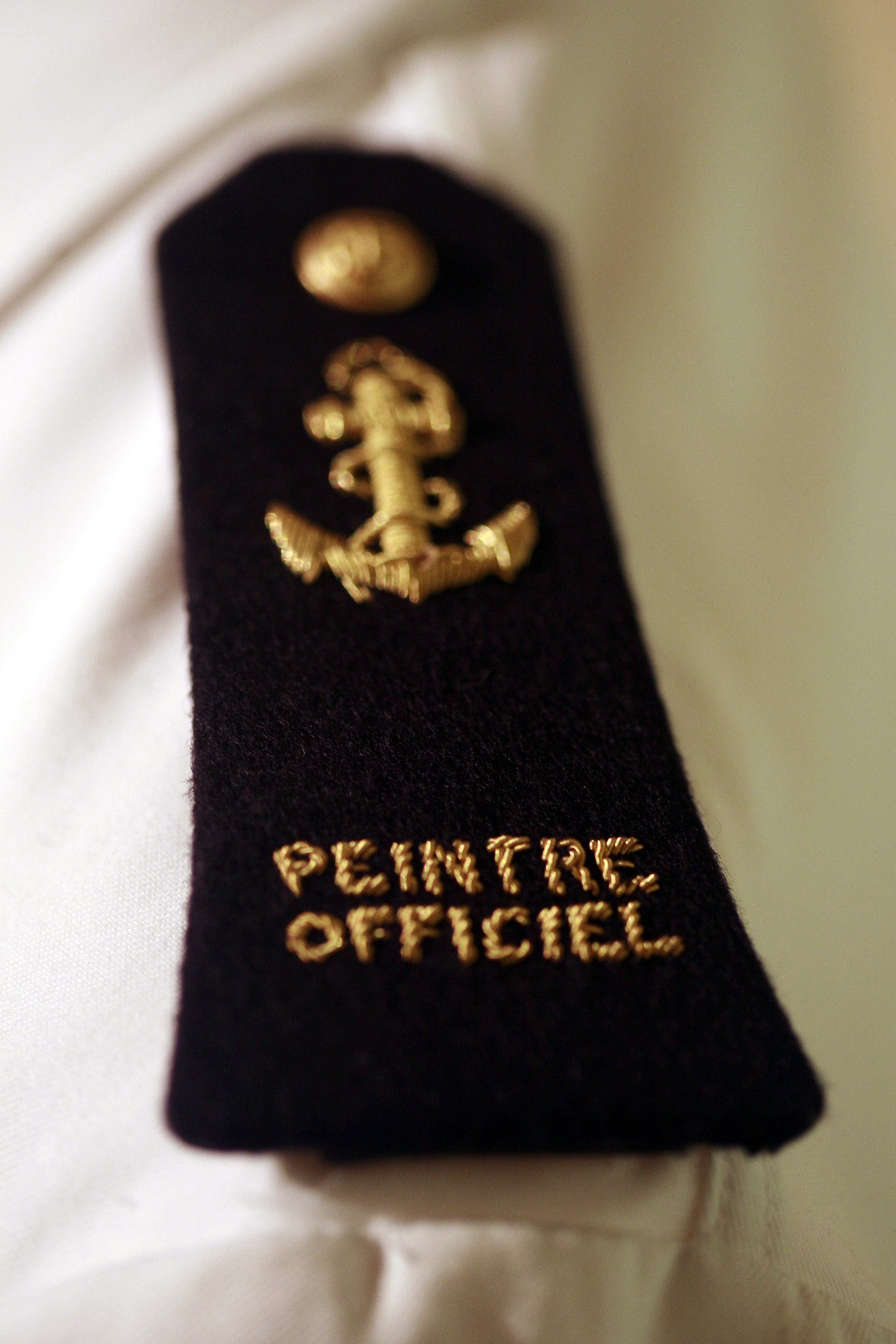
épaulette de peintre officiel de la Marine

  - prix de la Critique, ex-æquo avec Yvonne Mottet[19] ;
  - prix de la Casa de Velázquez[20].
- 1956 : prix Greenshields[21].
- 1968 :
  - grand prix de la Biennale de Trouville[22].
  - médaille d'or du Salon des artistes français[23] ;
  - médaille d'honneur du Salon de la Marine.
- 1972 : peintre officiel de la Marine[24].
- 1975 :  Chevalier de l'ordre national du Mérite
- 1993 : grand prix Puvis-de-Chavannes[20].

## Expositions

### Salons et expositions collectives
- Galerie Legrip, Rouen, 1942[25]

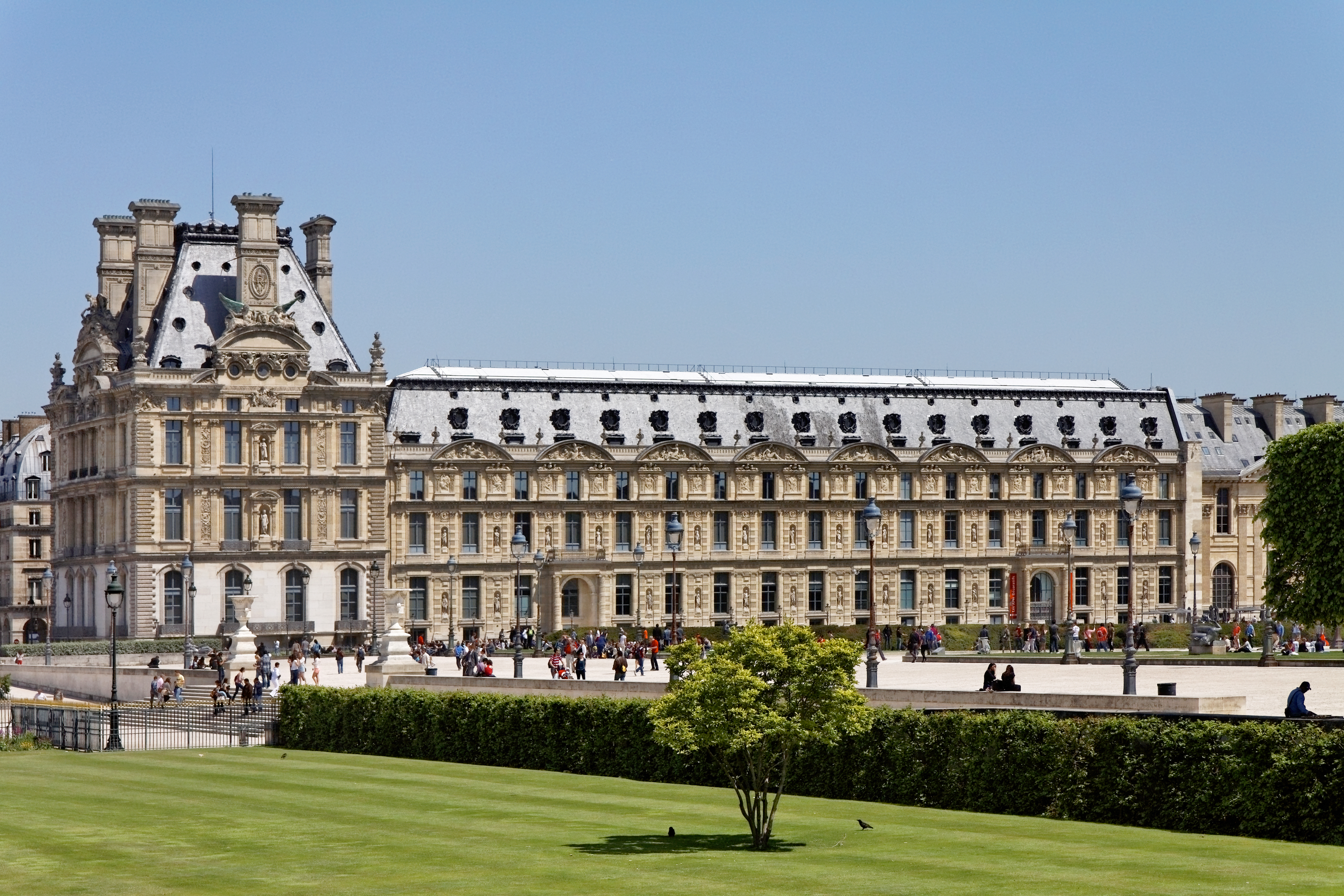
Pavillon de Marsan, Paris.

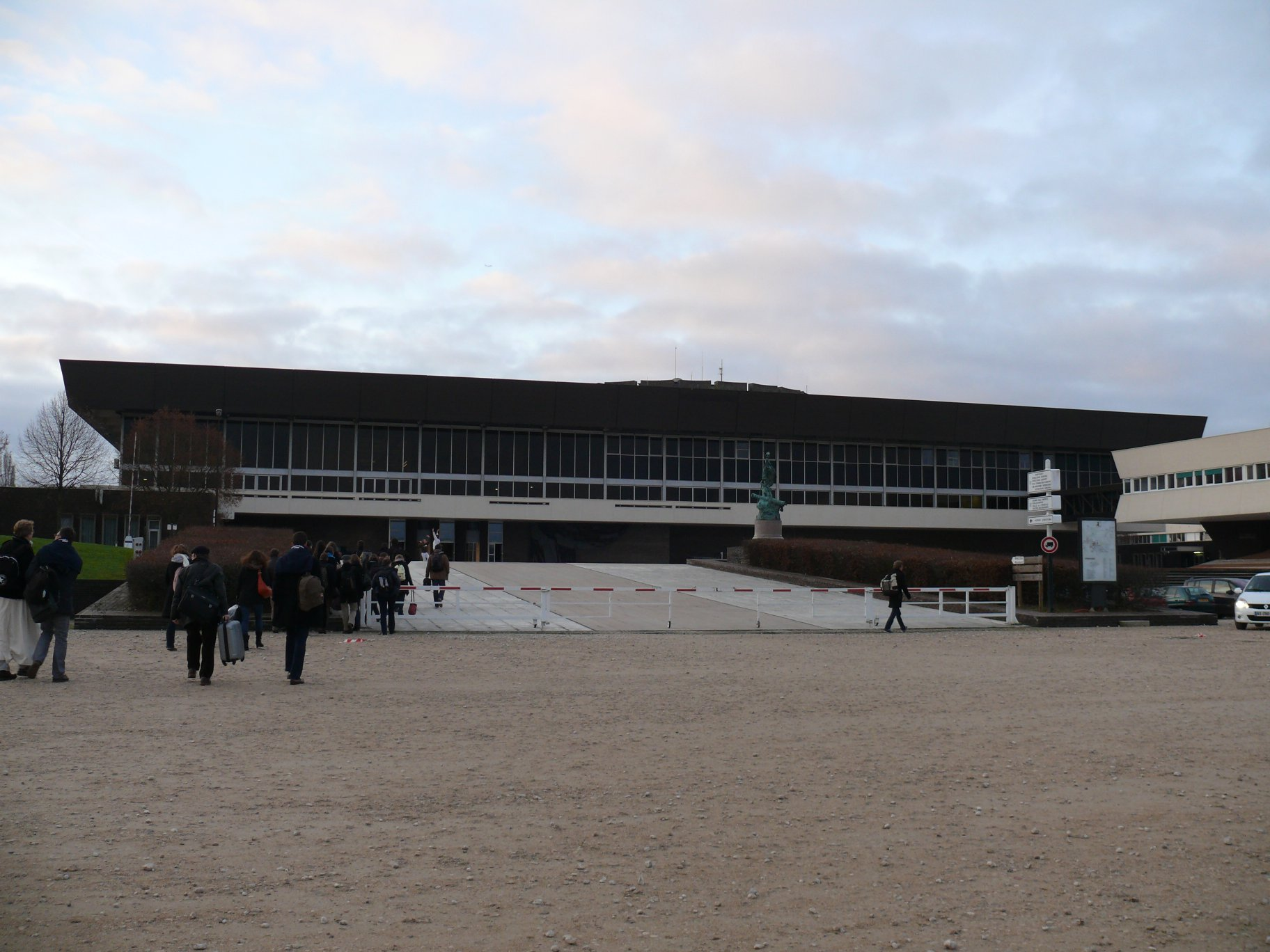
École polytechnique, Palaiseau.

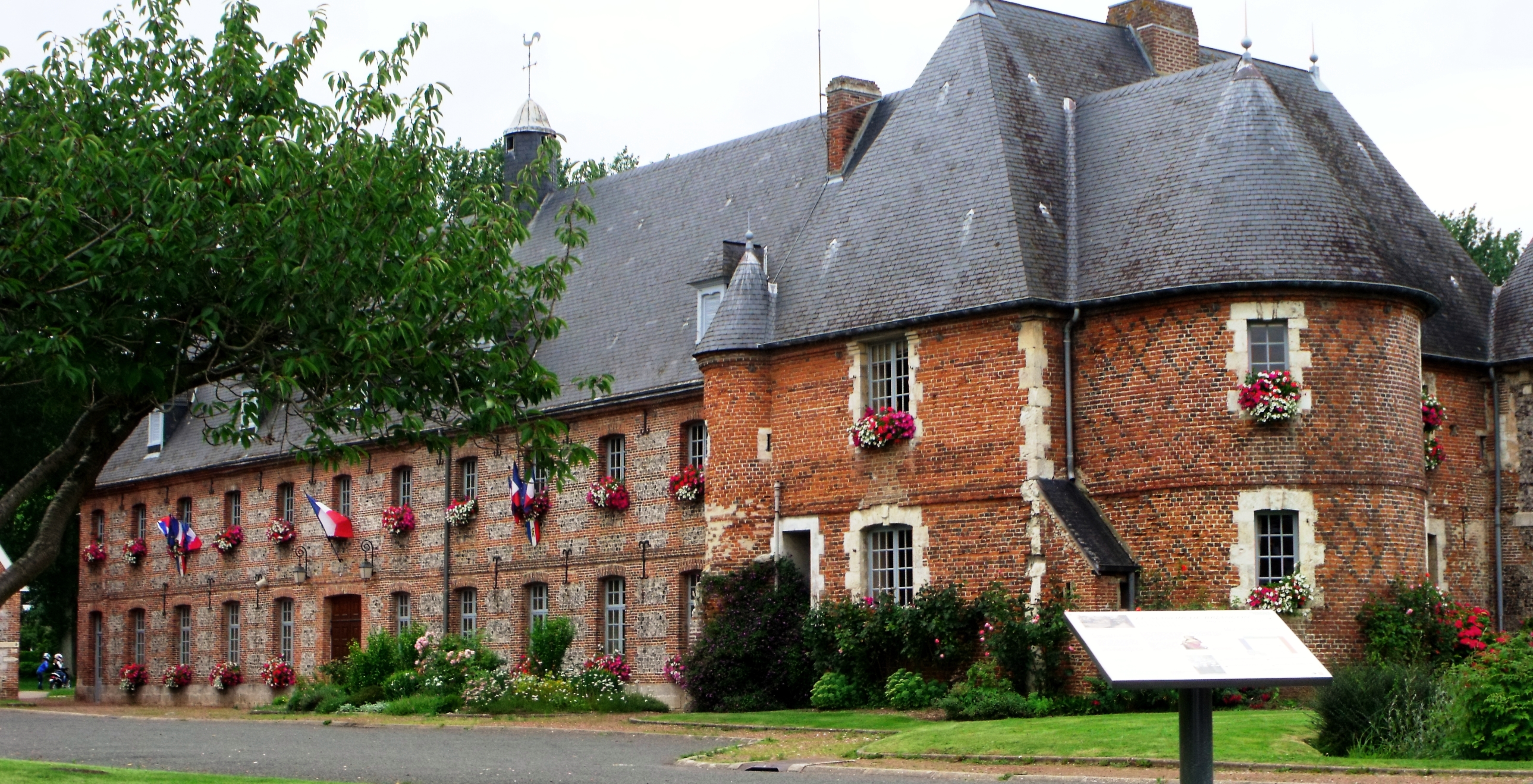
Manoir de Briançon, Criel-sur-Mer.

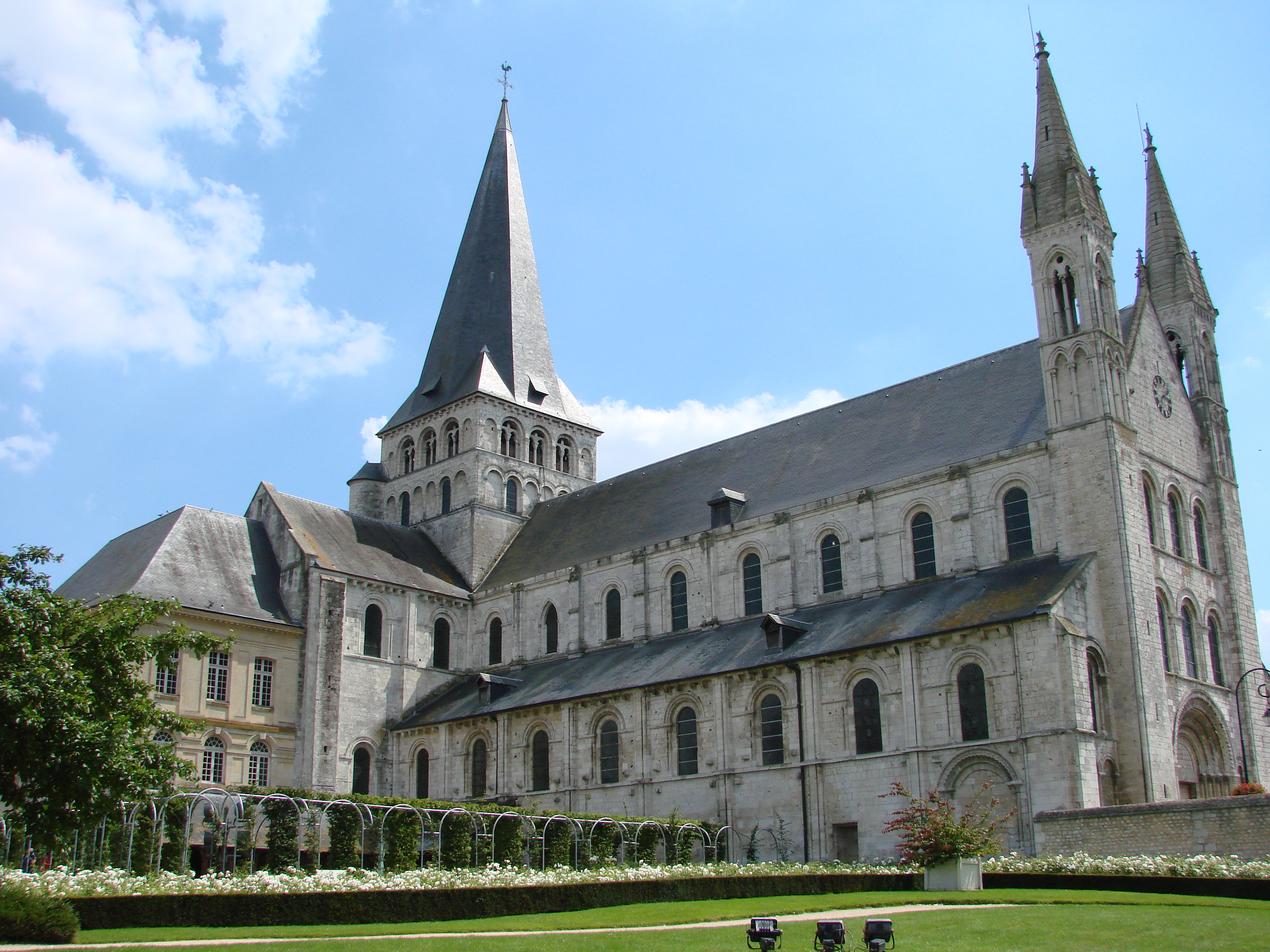
Abbaye Saint-Georges-de-Boscherville, Saint-Martin-de-Boscherville.

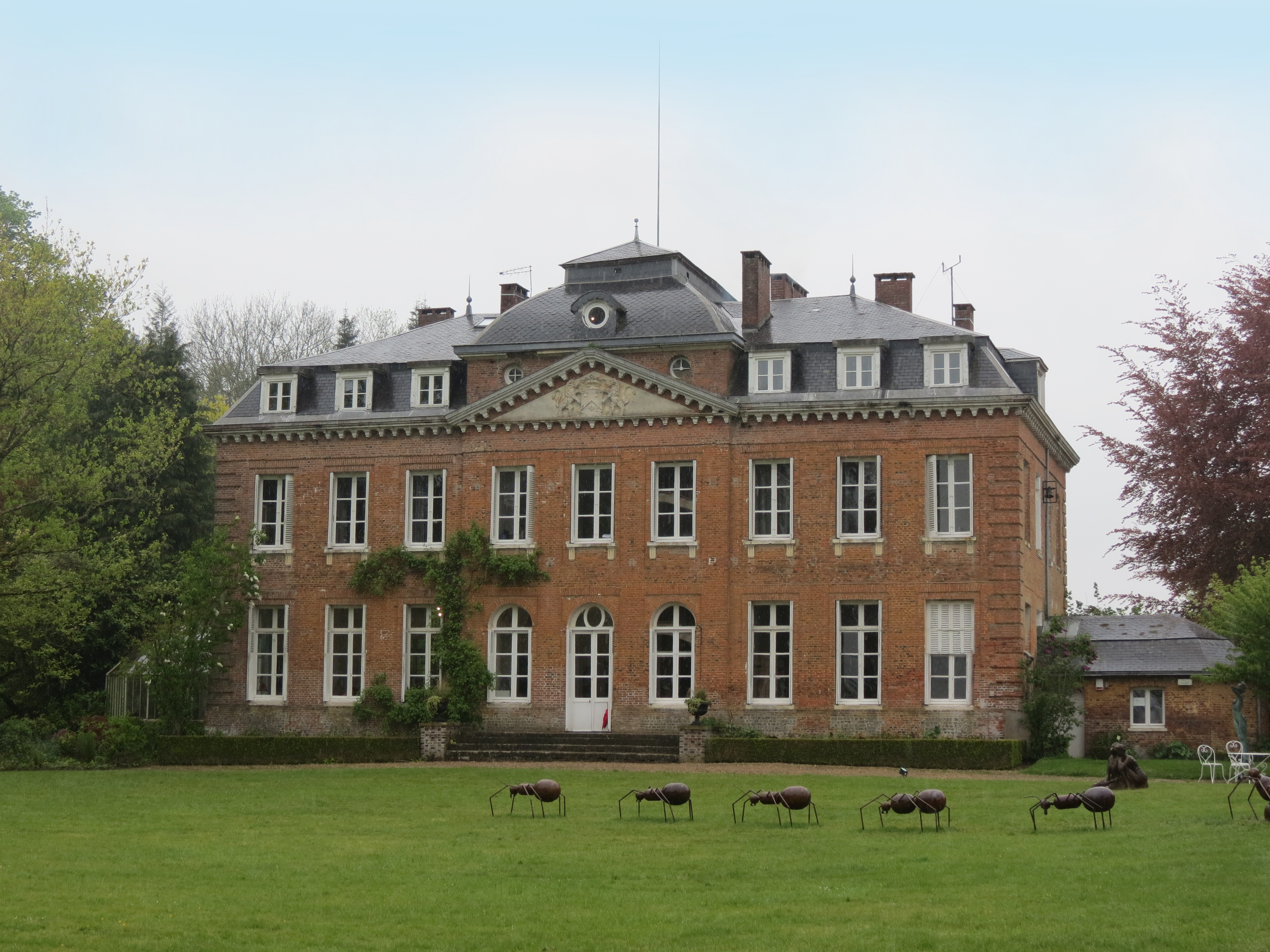
Jardin des sculptures, château de Bois-Guilbert.

- Salon des provinces françaises, Rouen, 1943[26]
- Galerie Jean Gosselin, Rouen, 1943 (Léonard Bordes, Gaston Sébire)[27], 1947[28]
- L'homme témoin, galerie du Bac, Paris, juin 1948[5] ; galerie Claude, Paris, 1949[6].
- 39e exposition de la Société des artistes normands, Rouen, 1950.
- Salon d'Automne, Paris, 1950[29], 1953, 1954[12], 1956.
- Salon des indépendants, Paris, 1952, 1953, 1954, 1955, 1957[12].
- Fleurs - Vingt-cinq jeunes peintres : Tony Agostini, Paul Aïzpiri, Richard Bellias, Bernard Buffet, Jean Commère, Roger Lersy, Gaston Sébire, Andrés Segovia…, galerie Visconti, Paris, juin 1953.
- Bernard Lorjou, Paul Aïzpiri, André Minaux, Yvonne Mottet, Gaston Sébire, Galerie Charpentier, Paris, 1953.
- Salon des Tuileries, Paris, 1953[12], 1967.
- École de Paris, galerie Charpentier, Paris, 1953[19], de 1954 à 1958[12], 1961[19], 1962.
- Salon du dessin et de la peinture à l'eau, Paris, 1954[12].
- Salon de la Société nationale des beaux-arts, Paris, 1954[12].
- La mer vue par trente jeunes peintres, Galerie Visconti, Paris, juin 1954.
- Art 1955 - Musique, peinture (Georges Rouault, Robert Savary, Gérard Schneider, Gaston Sébire, Gustave Singier, Pierre Soulages, Nicolas de Staël…, Musée des Beaux-Arts de Rouen, 1955[30].
- Salon des indépendants, Paris, 1955.
- Biennale des jeunes, pavillon de Marsan, Paris, 1957[12].
- Exposition d'art expressionniste français en Allemagne, 1958[31].
- Le pétrole vu par cent peintres, Musée Galliera, Paris, 1959[32].
- Salon Comparaisons, Paris, 1962.
- Salon des artistes français, Paris, à partir de 1964.
- Portraits par trente jeunes peintres, Galerie Visconti, Paris, juin 1965.
- L'estampe contemporaine à la Bibliothèque nationale, Bibliothèque nationale de France, octobre-décembre 1973[33].
- Jack Frankfurter, Gaston Sébire - Seascape, landscape and flowers paintings, Wally Findlay Gallery, New York, janvier 1974[34].
- Salon Thomson-CSF, Cholet, 1977.
- Panorama de la peinture contemporaine - Paul Aïzpiri, Jean-Pierre Alaux, Paul Ambille, Yves Brayer, Jean Bréant, Bernard Buffet, Rodolphe Caillaux, Jean Carzou, Michel Ciry, Marcel Cramoysan, Jef Friboulet, Pierre Gautiez, Camille Hilaire, Franck Innocent, Monique Journod, Michel King, Roland Lefranc, Édouard Georges Mac-Avoy, Georges Mirianon, Jean Navarre, Marcel Peltier, Christian Sauvé, Robert Savary, Gaston Sébire, Arthur Van Hecke, hôtel de ville de Sotteville-lès-Rouen, mars 1980[35].
- Rouen-Madrid - Les artistes normands de la Casa de Velázquez : Daniel Druet, François Herr, Sabine Krawczyk, Pierre Le Cacheux, Étienne Lodého, Roselyne Masset-Lecocq, Christian Sauvé, Gaston Sébire, Michel-Henri Viot, Annie Warnier, Musée des Beaux-Arts de Rouen, juin-septembre 1981[36].
- L'expressionnisme de l'après-guerre en cinquante tableaux : Bernard Buffet, Jean Dannet, André Fougeron, Franz Priking, Gaston Sébire…, Galerie Drouant, Paris, mars 1982.
- Printemps en Normandie - Michel Beck (sculptures) ; Jacques Bouyssou, Jean Bréant, Fernand Herbo, Camille Hilaire, Michel Pinier, Jean-Pierre Pophillat, Claude Quiesse, André Raffin, Robert Savary, Gaston Sébire, Arthur Van Hecke (peintures), Galerie Robert Tuffier, Les Andelys, avril-mai 1986.
- Salon de peinture de l'École polytechnique - Jean-Pierre Alaux, Michèle Battut, Maurice Boitel, Lucien Fontanarosa, Arnaud d'Hauterives, Daniel du Janerand, Michel Jouenne, Monique Journod, Gaston Sébire, Andrés Segovia…, salons d'honneur de l'École polytechnique, Palaiseau, mai 1990[37].
- 65e Salon des artistes bas-normands, Gaston Sébire invité d'honneur, Caen, 1991.
- Salon du Val-de-Viosne, Osny, Gaston Sébire invité d'honneur, 1993[38].
- Salon d'été "Regards" - Georges Bradberry, Joël Dabin, Othon Friesz, Michel Jouenne, Robert Lotiron, Gaston Sébire, Claude Venard, Jules-Émile Zingg, salle Marcel-Baudouin, Saint-Gilles-Croix-de-Vie, 1997.
- Artistes et présidents - Jean Commère, Antoniucci Volti, Édouard Georges Mac-Avoy, Jean Carzou, Roger Chapelain-Midy, André Hambourg, Jean-Pierre Alaux, Arnaud d'Hauterives, Gaston Sébire, Jean Cluseau-Lanauve…, salle Chemellier, Angers, octobre-novembre 1998[39].
- Les peintres officiels de la Marine font escale à l'Assemblée nationale, Assemblée nationale, Paris, septembre-octobre 2001[40].
- Hommage à Gaston Sébire, 38e Salon de la Marine, musée national de la Marine, Paris, mai-septembre 2003[41].
- Quarantième Salon des amis des arts et du manoir de Briançon : Michel Ciry, Jef Friboulet, Pierre Gautiez, Franck Innocent, Monique Journod, Michel King, Pierre Laffillé, Roland Lefranc, Albert Malet, Georges Mirianon, Marcel Peltier, Gaston Sébire…, manoir de Briançon, Criel-sur-Mer, juillet-août 2008.
- Exposition d'hiver - Collection d'un amateur collectionneur et mécène, des années 1940 à nos jours : Roger Tolmer, Marcel Cramoysan, Georges Mirianon, Franck Innocent, Gaston Sébire, Jean Dannet, Jean Bréant, Denis Godefroy, Tony Fritz-Villars, Galerie Bertran, Rouen, janvier-mars 2012.
- (en) Sixty years of representation - Nicola Simbari, Gaston Sébire, Constantin Kluge, Vu Cao Dam, Le Pho, André Vignoles, Jean Dufy, André Hambourg, Wally Findlay Galleries, Palm Beach (Floride) et New York, 2012[42].
- Au fil de l'eau : Jean Bréant, Jean Dannet, Gaston Sébire…, abbaye Saint-Georges de Boscherville, Saint-Martin-de-Boscherville, juin-septembre 2013.
- Métropol'Art, Bois-Guillaume, Gaston Sébire invité d'honneur à titre posthume, avril-mai 2015[43].
- Ouistreham Riva-Bella à travers la peinture, la Grange aux Dîmes, Ouistreham, août-septembre 2017[8].
- (en) École normande - French painters of the 19th and 20th century, Findlay Galleries, Palm Beach (Floride) et New York, 2018[44].
- Les petits maîtres et la Seine-Maritime (1850-1980), jardin des sculptures - château de Bois-Guilbert, juillet-novembre 2020[45].
- Les petits maîtres et la Seine, de Rouen à l'estuaire (1830-1980), La Grange aux dîmes, Ouistreham, juillet-septembre 2020[46].

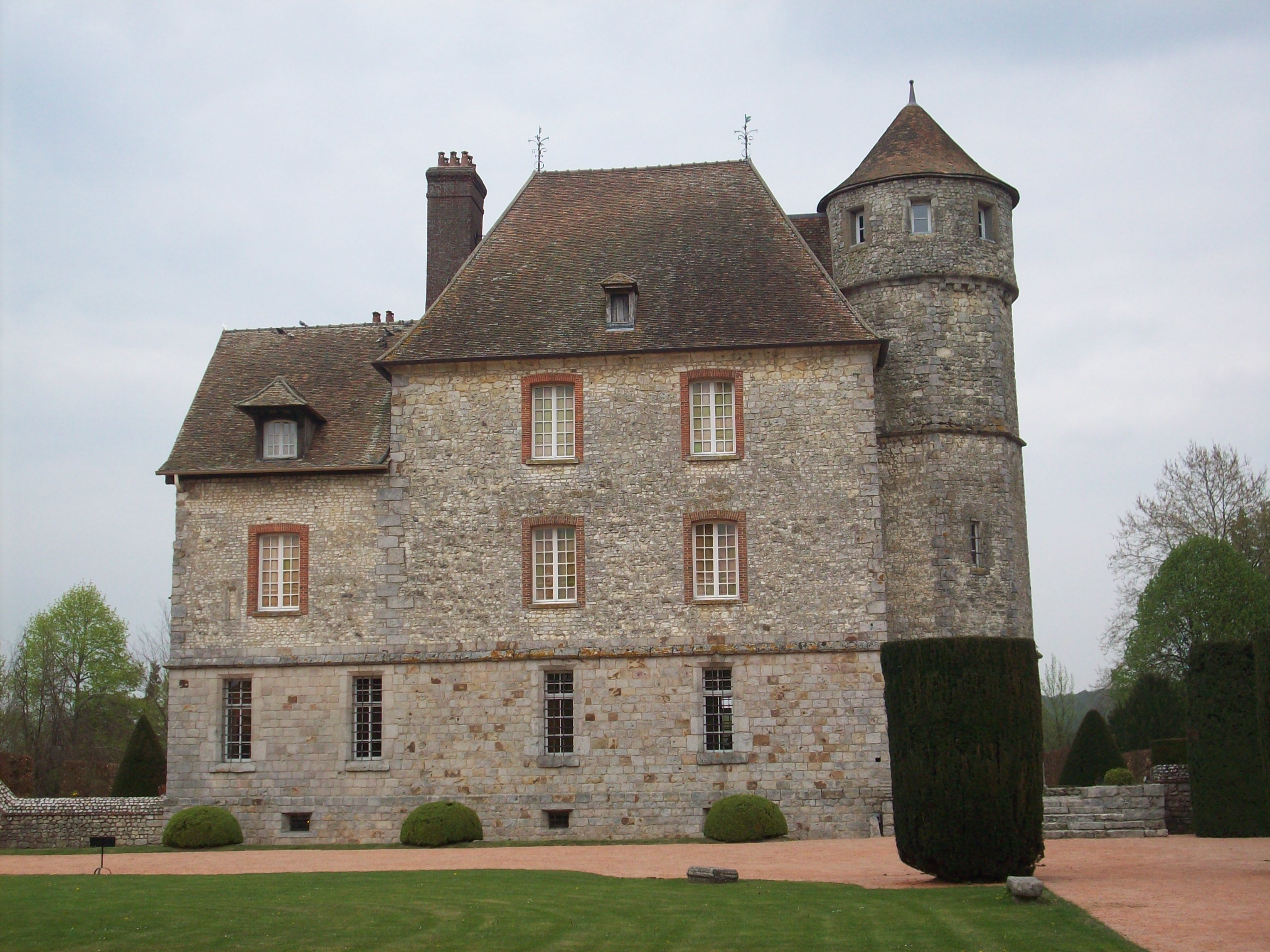
Château de Vascœuil.

### Expositions personnelles

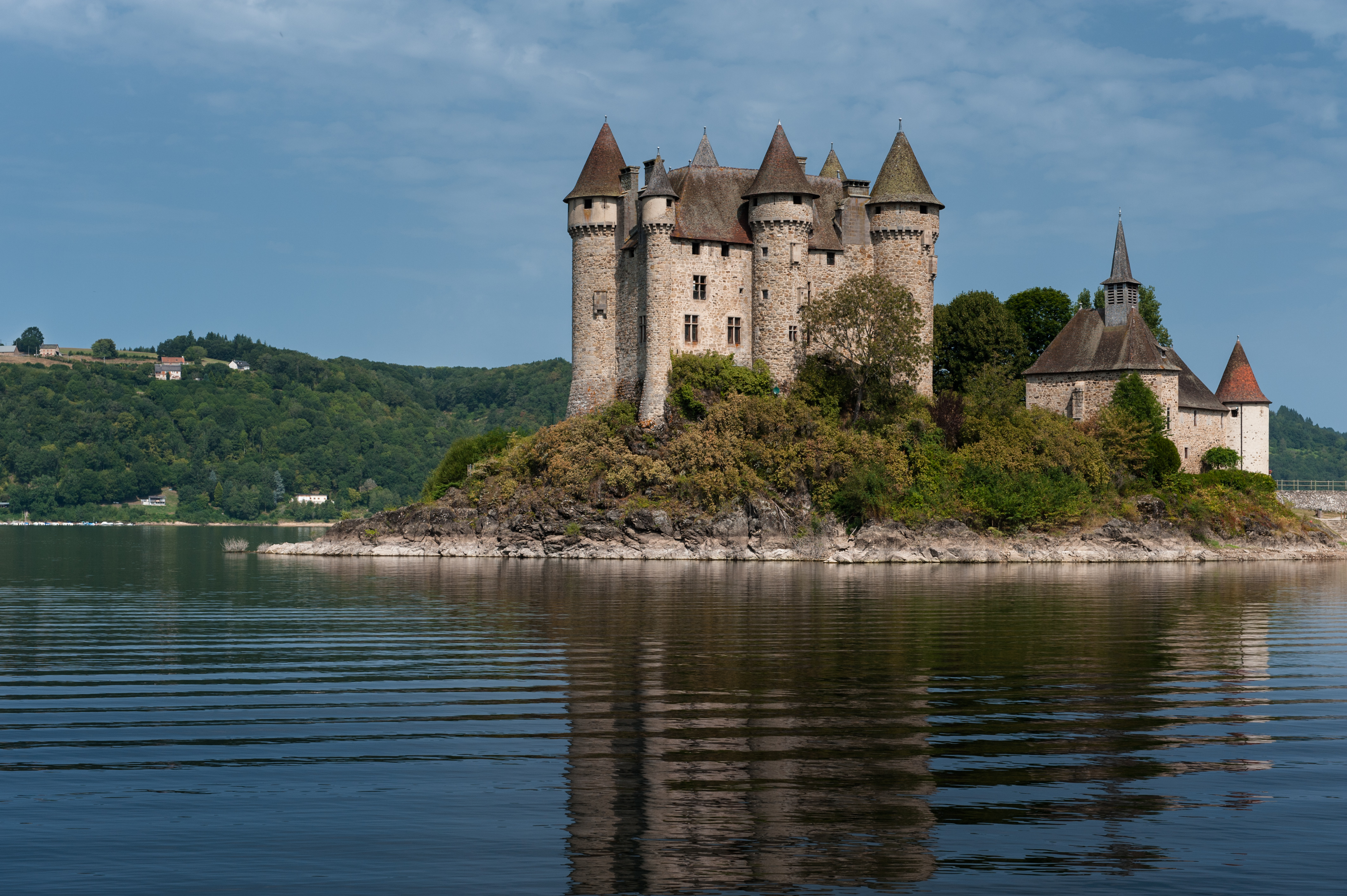
Château de Val, Lanobre.

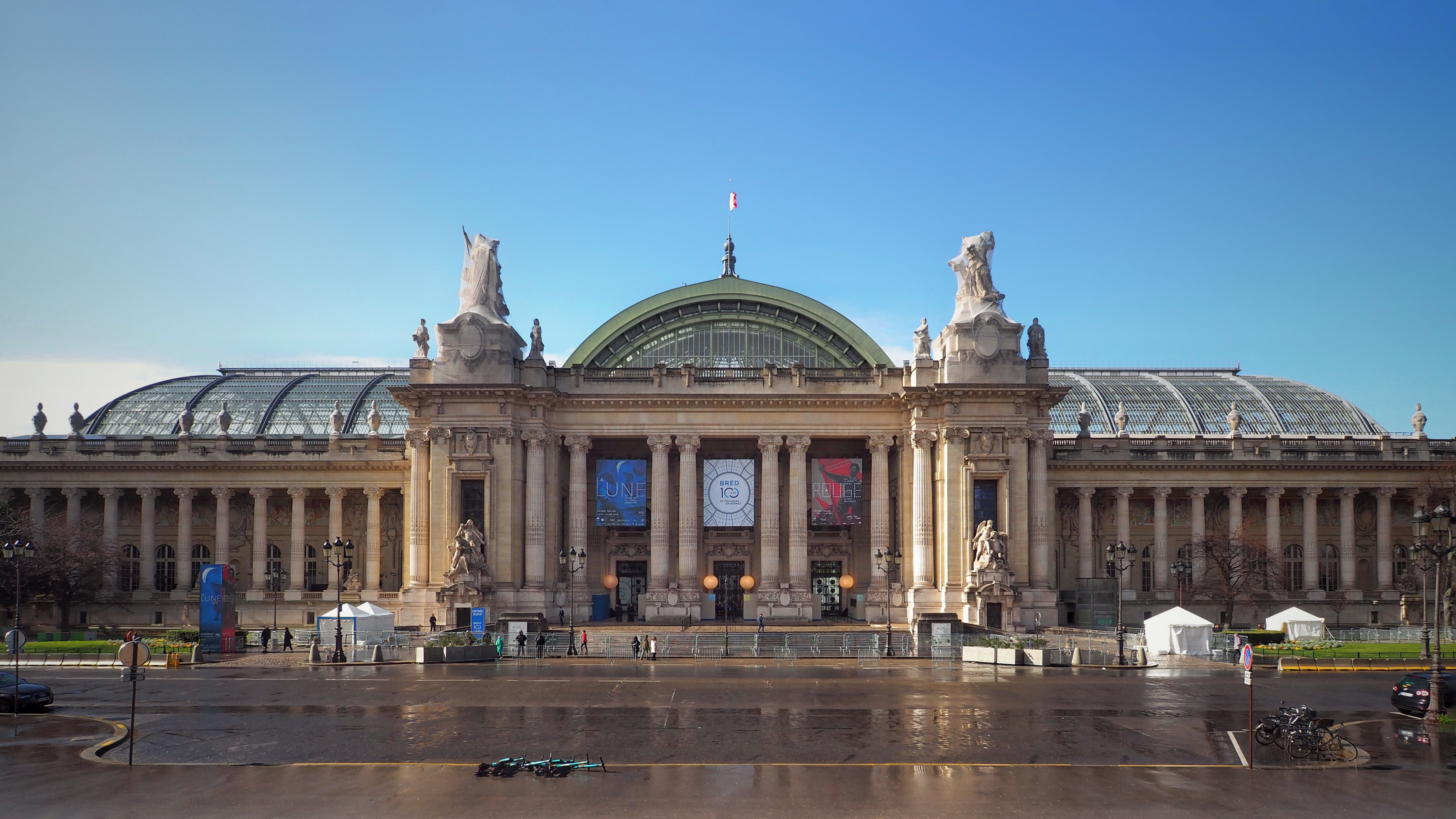
Grand Palais, Paris.

- Galerie Gosselin, Rouen, 1944, 1945[47], 1946[12].
- Galerie Prigent, Rouen, 1945[20],[48].
- Galerie Legrip, Rouen, 1947[49].
- Galerie Visconti, Paris, 1952[20].
- Galerie Saint-Placide, Paris, 1953[12].
- Galerie Charpentier; Paris, 1956[12].
- Galerie Combes, Clermont-Ferrand, 1961.
- Galerie Drouant, Paris, 1962, 1965, 1968.
- Musée des beaux-arts de Rouen, 1964.
- Wally Findlay Gallery, New York et Chicago, 1965, 1967[20], août 1971[50], juillet 1976[51], octobre 1979[52].
- Wally Findlay Gallery, Paris, 1976.
- Gaston Sébire - Rétrospective, Centre culturel, Le Mesnil-Esnard, 1976[20].
- Landscapes and beaches of Britany by Gaston Sébire, Phillips Galleries, Dallas, octobre 1979[53].
- Château de Vascœuil, 1984.
- Gaston Sébire - Rétrospective, musée des beaux-arts de Rouen, 1986[20].
- Gaston Sébire - Rétrospective, musée national de la Marine, Paris, été 1991[23].
- Château de Val, Lanobre, été 1991[11].
- Ville de Montfermeil, 1992.
- Gaston Sébire - Rétrospective, Grand Palais, Paris, 1993.
- Gaston Sébire - La Mer promise, galerie Saint-Hubert, Lyon, 1994[54].
- Hommage à Gaston Sébire, galerie Bertran, Rouen, novembre 1997 - janvier 1998[55].
- Espace Expo 2000, Arcachon, 2001.
- Hommage à Gaston Sébire, galerie de Crécy, Crécy-la-Chapelle, janvier-mars 2004[56].
- Galerie Katia Granoff, Honfleur (Calvados), en permanence depuis 2002.
- Gaston Sébire - The Normande Impressionist Master, Findlay Galleries, Palm Beach (Floride), novembre 2020[57].
- Gaston Sébire - Les fleurs énormes, Findlay Galleries, New-York, mai 2023[58].

## Réception critique et témoignages
- « Un monde où l'on respire l'essence de la pureté, où les couleurs sont des pétales de vérités bonnes à dire : je crois que l'art peut créer cette dimension et que  Sébire est le serviteur d'une tradition qui est la plus haute noblesse de l'homme. Les marines de Sébire nous parlent d'une mer, ou du temps où l'homme croyait en lui, l'air du large lui apportait la joie de vivre… Sébire, comme le dit André Dunoyer de Segonzac, c'est une raison de croire qu'il y a des raisons d'espérer dans un monde de désespoir. » - André Parinaud[59]
- « Né en Normandie, il est né de la Normandie. Terre et mer l'ont engendré. De la terre il tient son épaisseur charnelle, sa solidité massive, ses larges épaules, sa forte charpente d'aplomb, sa puissance végétale, la robustesse du maintien, un pas grave et mesuré, un appétit sain. Il s'enfonce dans la peinture avec la vérité d'un chemin entre deux talus et s'y installe avec l'entêtement d'un plant vert et vigoureux dans la terre mouillée. À la mer, il doit son lyrisme, son mystère poétique, sa cordialité souriante évoquant la fraîcheur heureuse et détendue de la grande mare sans ride à la fenaison des algues, son impétuosité, parfois sa violence. Tel je le crois campé, bon vivant, solide et franc, honnête, sincère, vrai, lucide, exigeant vis-à-vis de lui-même. Coiffé à la Titus, le sourcil épais, les yeux bleus, le regard droit, vif, subtil et pénétrant, le menton décidé, les mains carrées sans gestes trépidants. » - Pierre Osenat[60]

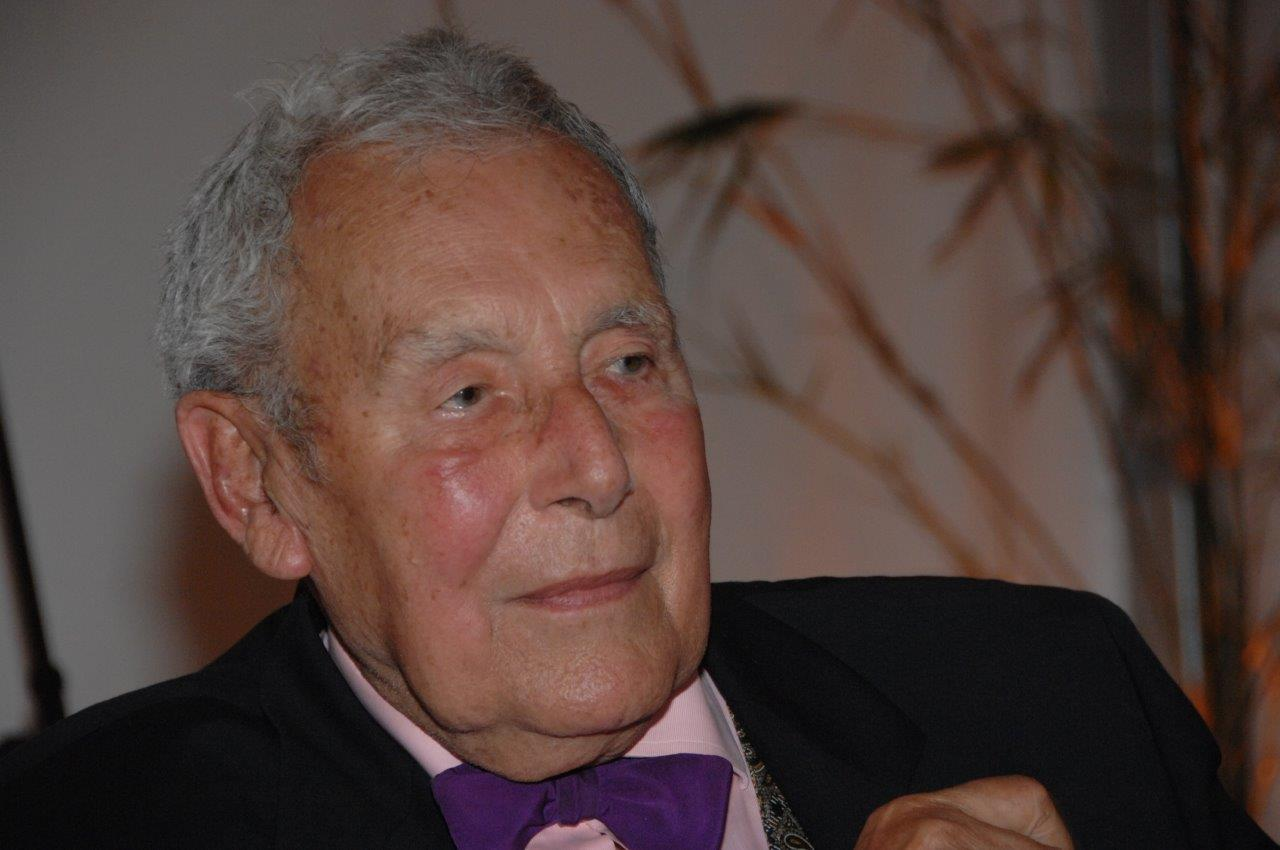
Michel Ciry

- « Gaston Sébire, ou le triomphe d'une heureuse spontanéité. Aimant la nature et adorant peindre, il accumule dans l'aisance et la joie les promptes et justes fixations d'effets fugitifs auxquels il donne, comme en se jouant mais avec l'extrême sérieux qu'exige toute création valable, leur visage d'éternité. » - Michel Ciry[61]
- « L'art de Gaston Sébire est à la fois terrestre et maritime. Une solide attache à la terre lui permet de saisir des personnages au milieu d'une nature luxuriante, jardins foisonnants de plantes ou sous-bois touffus. La lumière évoque le sujet, le met en valeur et lui rend son importance exacte dans le tableau. Tour est impression. Les couleurs franches suggèrent et dessinent les éléments… Seul l'essentiel est exprimé. L'émotion de l'artiste est restituée intacte, sans fioritures, sans détails détournant l'attention du sentiment principal. La nature se fait sentir. Elle imprègne touts les pores de la toile. Le son du vent dans le feuillage répond au bruit de la mer. Tout vit en effet dans un style mouvant d'une intense expression. Ma peinture de Gaston Sébire est une représentation poétique des choses à travers le regard de l'émotion. » - Patrick-F. Barrer[29]
- « De puissants portraits de fleurs un peu nostalgiques, des marines normandes aux relations de tons très fines, de verts pâturages d'une sérénité pleine de distinction. » - Gérald Schurr[54]
- « Sans prétentions exagérées, hors de tous les courants, il propose une peinture pour l'agrément du souvenir évoqué. Dans les œuvres de sa première période, il se tenait dans une gamme de gris distingués qui lui permettait de prendre place dans le courant néo-réaliste qui suivit la mort de Francis Gruber. Apprécié pour ses marines et ses bords de mer d'inspiration postimpressionniste et comme façonnés par une, simple touche de matière-couleur, il a également peint des paysages de verdure joyeusement remplis de lumière et des fleurs qui laissent poindre une note de mélancolie. » - Dictionnaire Bénézit[19].

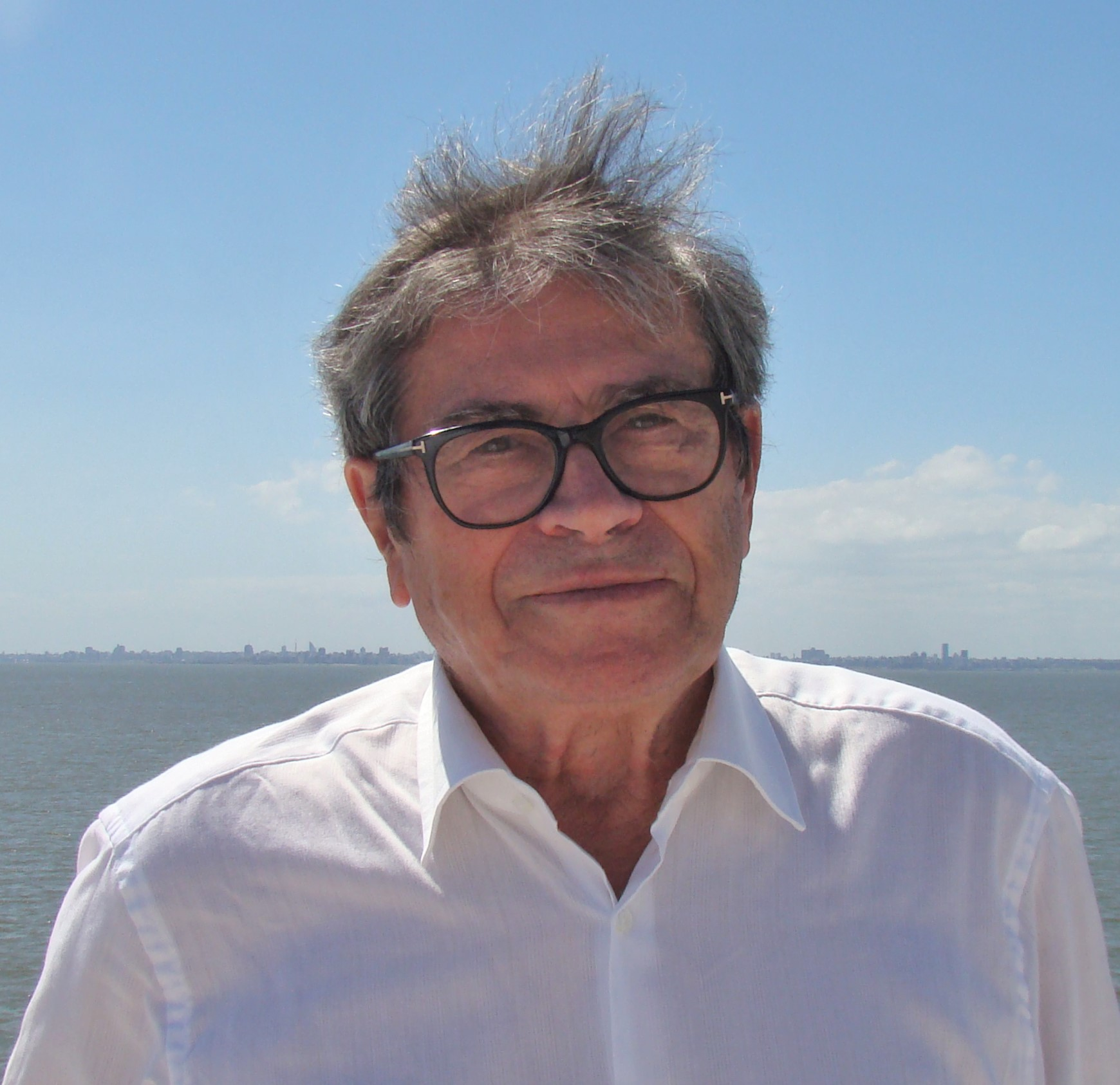
François Bellec.

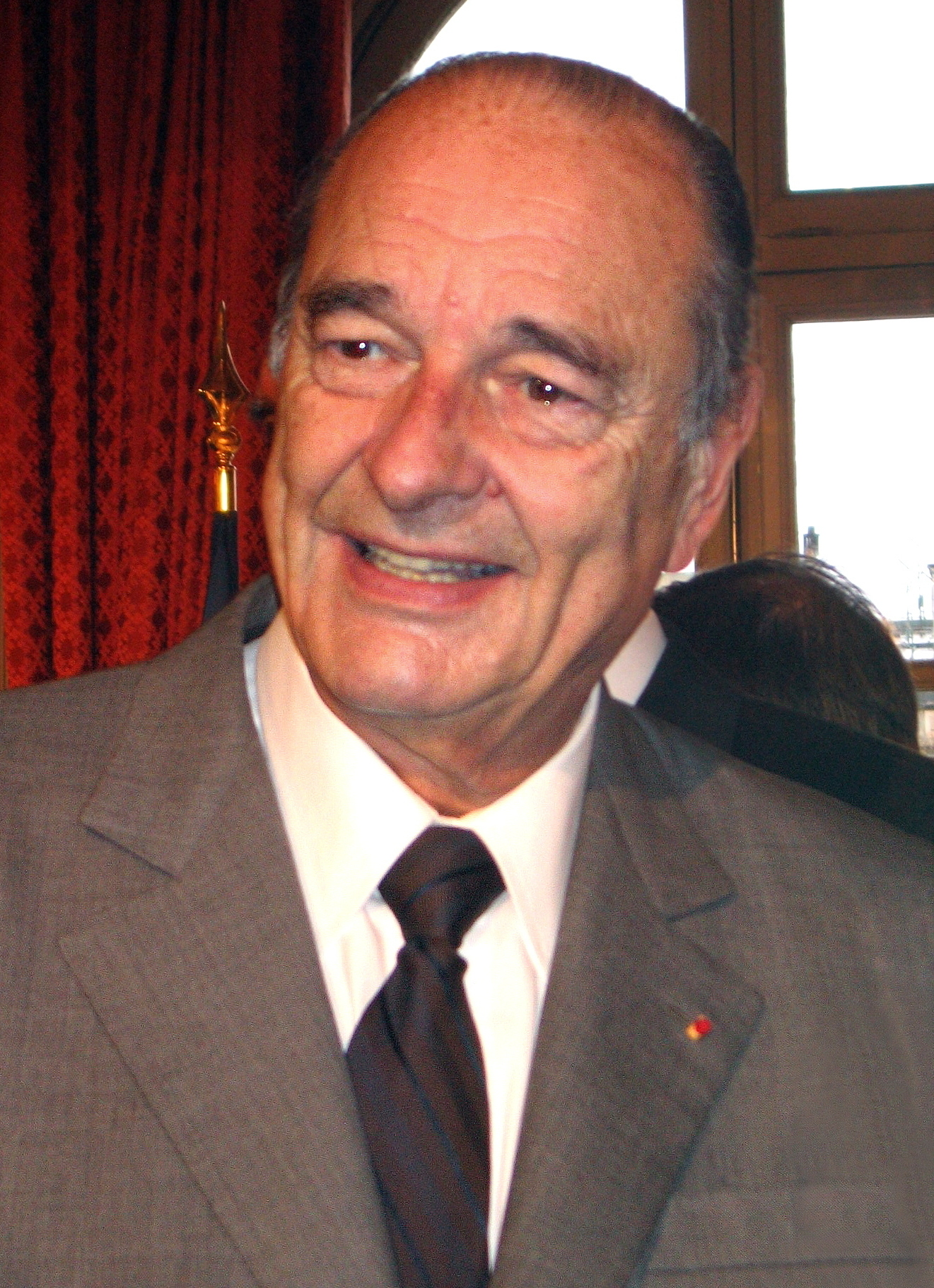
Jacques Chirac.

- « Témoin sensible des demi-saisons normandes, son biotope impressionniste avait pourtant reçu de plein fouet le choc de cette Espagne austère, dépouillée, orgueilleuse, violente et passionnée, partagée comme  les gradins des arènes entre ombre et soleil projetés brutalement sur tous les ocres d'une terre aride. Il avait exprimé son émotion esthétique dans une suite de grandes œuvres farouches comme les hauts plateaux de Castille, longtemps restées secrètes, avant que nous ne les révélions au public en 1991 au musée national de la Marine. » - François Bellec de l'Académie de Marine[62]
- « Sébire was a strong man with great vitality, but silent and solitary by nature, with a personality as strong and frank as his paintings. When he tried to explain his painting, he would say : "a painting must have an element of mystery and show an effort to look beyond the surface of things". » - James R. Borynack[42]
- « Les œuvres de Sébire, sans aucun doute, laissent une impression durable : l'amour du travail bien fait par un maître dans son art. Reconnu par ses pairs pour l'acuité de son regard et l'exceptionnelle précision de son pinceau, Sébire, s'exprimant dans sa palette en un mélange de couleurs et en un seul mouvement, crée, fixe et interprète une beauté qui est intemporelle. Cet art résonne comme une profession de foi… » - Jacques Chirac[42]
- « Sébire a été totalement indépendant, hors des modes et des tendances. Lorsqu'on regarde l'ensemble de son œuvre, on est séduit par la magie de la lumière, des couleurs jaillissantes et lumineuses, par le calme et la sérénité de ses bords de Seine, de ses plages de Normandie avec ses baigneurs, de ses premières neiges. On ne résiste pas non plus à la somptuosité de ses bouquets, de ses vases de Delft au bleu magnétique. » - René Chabannes[11]
- « Gaston Sébire, peintre figuratif, se plaisait principalement à révéler les paysages de sa Normandie natale. J'ai toujoyurs été époustouflé par la productivité de Sébire, il peignait tous les jours et à une vitesse folle. Il aimait principalement peindre d'après nature, ce qui le forçait à travailler rapidement afin de saisir la lumière de l'instant. Cette méthode demande une grande assurance dans le trait et nécessite une science approfondie des couleurs. Je partageais notamment son attrait pour le traitement de la lumière, peut-être était-ce un héritage de l'impressionnisme qui a tant influencé la peinture normande. » - Jean-Paul Tourbatez, peintre officiel de la Marine[23]